# Rock County (Wisconsin)
Das Rock County ist ein County im US-amerikanischen Bundesstaat Wisconsin. Im Jahr 2020 hatte das County 163.687 Einwohner und eine Bevölkerungsdichte von 87,7 Einwohnern pro Quadratkilometer. Der Verwaltungssitz (County Seat) ist Janesville, das nach Henry F. Janes benannt wurde, der als Erster hier einen regulären Fährdienst bereitstellte.

## Geografie
Das County liegt im Süden von Wisconsin und wird vom Rock River durchflossen. Das Rock County grenzt an Illinois und hat eine Fläche von 1881 Quadratkilometern, wovon 15 Quadratkilometer Wasserfläche sind. Es grenzt an folgende Countys:
|                             | Dane County | Jefferson County        |
| Green County                |             | Walworth County         |
| Winnebago County (Illinois) |             | Boone County (Illinois) |

Das County wird vom Office of Management and Budget zu statistischen Zwecken als Janesville–Beloit, WI Metropolitan Statistical Area geführt.

## Geschichte
Das Rock County wurde 1836 als Original-County aus Teilen des Wisconsin-Territoriums gebildet. Benannt wurde es nach dem Rock River.

## Bevölkerung
Nach der Volkszählung im Jahr 2010 lebten im Dane County 160.331 Menschen in 62.745 Haushalten. Die Bevölkerungsdichte betrug 85,9 Einwohner pro Quadratkilometer. In den 62.745 Haushalten lebten statistisch je 2,5 Personen.
Ethnisch betrachtet setzte sich die Bevölkerung zusammen aus 91,1 Prozent Weißen, 5,1 Prozent Afroamerikanern, 0,5 Prozent amerikanischen Ureinwohnern, 1,0 Prozent Asiaten, 0,1 Prozent Polynesiern sowie aus anderen ethnischen Gruppen; 2,1 Prozent stammten von zwei oder mehr Ethnien ab. Unabhängig von der ethnischen Zugehörigkeit waren 7,9 Prozent der Bevölkerung spanischer oder lateinamerikanischer Abstammung.
24,3 Prozent der Bevölkerung waren unter 18 Jahre alt, 61,3 Prozent waren zwischen 18 und 64 und 14,4 Prozent waren 65 Jahre oder älter. 50,9 Prozent der Bevölkerung war weiblich.

Das jährliche Durchschnittseinkommen eines Haushalts lag bei 50.532 USD. Das Pro-Kopf-Einkommen betrug 24.119 USD. 13,3 Prozent der Einwohner lebten unterhalb der Armutsgrenze.

## Ortschaften im Rock County
Citys
| - Beloit - Brodhead1 - Edgerton2 | - Evansville - Janesville - Milton |

Villages
- Clinton
- Footville
- Orfordville

Census-designated place (CDP)
- Hanover

Unincorporated Communities
| - Afton - Anderson - Avalon - Avon - Belcrest - Bergen | - Cainville - Charlie Bluff - Cooksville - Crestview - Emerald Grove - Fairfield3 | - Foxhollow - Fulton - Indianford - Johnstown - Johnstown Center - Koshkonong3 | - Leyden - Lima Center - Magnolia - Maple Beach - Newark - Newville | - Porters - Shopiere - Stebbinsville - Tiffany - Union - Victory Heights |

1 – teilweise im Green County

2 – zu einem kleinen Teil im Dane County

3 – teilweise im Walworth County

4 – teilweise im Jefferson County

## Gliederung
Das Rock County ist neben den sechs Citys und drei Villages in 20 Towns eingeteilt:
| Town               | Einwohner (2010) | FIPS     |
| ------------------ | ---------------- | -------- |
| Town of Avon       | 608              | 55-04100 |
| Town of Beloit     | 7662             | 55-06525 |
| Town of Bradford   | 1121             | 55-09175 |
| Town of Center     | 1066             | 55-13625 |
| Town of Clinton    | 930              | 55-15650 |
| Town of Fulton     | 3252             | 55-28075 |
| Town of Harmony    | 2569             | 55-32700 |
| Town of Janesville | 3434             | 55-37850 |
| Town of Johnstown  | 778              | 55-38450 |
| Town of La Prairie | 834              | 55-42575 |

| Town                  | Einwohner (2010) | FIPS     |
| --------------------- | ---------------- | -------- |
| Town of Lima          | 1280             | 55-44125 |
| Town of Magnolia      | 767              | 55-48150 |
| Town of Milton        | 2923             | 55-52225 |
| Town of Newark        | 1541             | 55-56325 |
| Town of Plymouth      | 1235             | 55-63675 |
| Town of Porter        | 945              | 55-64225 |
| Town of Rock          | 3196             | 55-68600 |
| Town of Spring Valley | 746              | 55-76325 |
| Town of Turtle        | 2388             | 55-81050 |
| Town of Union         | 2099             | 55-81650 |